# گورستان یوژاندر
گورستان یوژاندر مربوط به دوره ساسانیان است و در شهرستان دره‌شهر، بخش مرکزی، دهستان ارمو، ۱/۶ کیلومتری جنوب غرب روستای کل سفید واقع شده و این اثر در تاریخ ۲۶ دی ۱۳۸۶ با شمارهٔ ثبت ۲۰۶۵۲ به‌عنوان یکی از آثار ملی ایران به ثبت رسیده است.